# Karabin maszynowy Madsen M1903
Karabin maszynowy Madsen – duński ręczny karabin maszynowy strzelający nabojami kalibru 6,5–8 mm. Konstruktorem karabinu był Jens Schuboe, a został udoskonalony przez duńskiego oficera Wilhelma Madsena. Produkowany seryjnie od 1902–1903 przez duńską firmę Dansk Rekylriffel Syndikat A/S w Kopenhadze. Firma na tę broń nabyła patent w 1900 roku. Broń jest znana również pod nazwą DRS (od nazwy firmy). 
Był pierwszym ręcznym karabinem maszynowym świata, który przez wiele lat cieszył się ogromna popularnością. Zmodernizowany w roku 1920. Wkm Madsen o kalibrze 20 mm był przeskalowaną i przerobioną wersją rkm-u.  Produkowano go do lat 50. i był używany przez 36 krajów świata. Bardzo niska masa karabinu sprawiała, że był często używany przez kawalerię. Był również stosowany w Rosji jako karabin maszynowy pilota lub nawigatora w lotnictwie. 

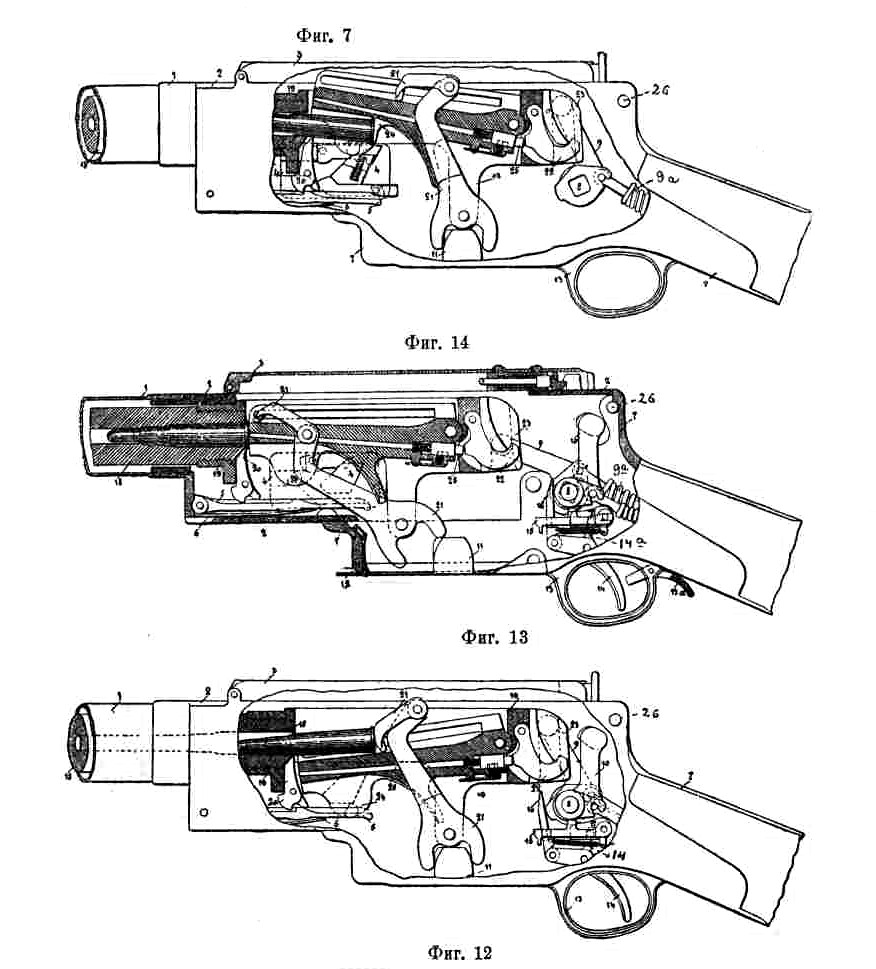

## Opis konstrukcji
Ręczny karabin maszynowy Madsen był bronią samoczynno-samopowtarzalną. Zasada działania oparta na krótkim odrzucie lufy. Zasilanie z łukowych magazynków o pojemności 25, 30 lub 40 naboi. Trzon zamkowy mocowany w obrotowym suwadle na osi poziomej. Ryglowanie następowało przez obrót trzonu zamkowego. Zamek oscylował w pionie po trasie pięciokąta. Jako jednym z pierwszych rozwiązań na świecie była szybkowymienna lufa, którą umieszczono w osłonie z podłużnymi otworami – chłodzona powietrzem. Muszka umieszczona była na górnej części osłony u wylotu lufy. Posiadała celownik krzywkowy. Karabin miał składany dwójnóg, przymocowany do osłony lufy. Kolba drewniana, którą można było odłączyć w warunkach polowych.
Był montowany na motocyklach typu Nimbus, używany przez oddziały kawalerii duńskiej, norweskiej i szwedzkiej. W wersji zmodernizowanej wszedł na uzbrojenie armii bułgarskiej, portugalskiej i chińskiej. Broń ta nadal (2010 r.) jest używana przez brazylijską policję. Cieszy się opinią broni poręcznej, niezawodnej i stabilnej w strzelaniu.
W okresie międzywojennym opracowano też wersję tego karabinu jako ckm, lkm. Zamiast chłodzenia powietrzem zastosowano tam chłodnicę z wodą. Kolbę zastąpiono chwytem pistoletowym. Całość osadzono na ciężkiej, trójnożnej podstawie. Zasilanie odbywało się dalej z magazynków. Konstrukcja ta okazała się niepraktyczna.